# Теофіпольська волость
Теофіпольська волость — історична адміністративно-територіальна одиниця Старокостянтинівського повіту Волинської губернії з центром у містечку Теофіполь.
Станом на 1886 рік складалася з 10 поселень, 11 сільських громад. Населення — 7851 особа (3859 чоловічої статі та 3992 — жіночої), 1132 дворових господарства.
|                     | Площа, десятин | У тому числі орної, дес. |
| ------------------- | -------------- | ------------------------ |
| Сільських громад    | 8819           | 7291                     |
| Приватної власності | 2894           | 1926                     |
| Казенної власності  | 14             | —                        |
| Іншої власності     | 248            | 247                      |
| Загалом             | 11942          | 9419                     |

Основні поселення волості:
- Теофіполь (Тараканівка) — колишнє державне містечко за 60 верст від повітового міста, 1160 осіб, 201 двір, православна церква, синагога, 5 єврейських молитовних будинків, школа, 11 постоялих дворів, 14 постоялих будинків, 52 лавки, кузня, 3 водяних млини, миловарний і цегельний заводи.
- Коров'є — колишнє державне село при безіменній річці, 592 особи, 109 дворів, постоялий будинок.
- Кривовілька — колишнє державне село при безіменній річці, 391 особа, 72 двори, каплиця, постоялий будинок.
- Кунча — колишнє державне село, 925 осіб, 183 двори, православна церква, школа, 2 постоялих будинки, водяний млин.
- Лідихівка — колишнє власницьке село, 410 осіб, 83 двори, православна церква, школа, постоялий будинок.
- Михнівка — колишнє державне село, 725 осіб, 133 двори, постоялий будинок.
- Новоставці — колишнє державне село, 713 осіб, 117 дворів, православна церква, постоялий будинок й водяний млин.
- Троянівка — колишнє власницьке село, 558 осіб, 105 дворів, православна церква, школа, постоялий будинок й водяний млин.

- Волиця Ляховецька
- Вовківці
- Заруддя
- Карабіївка
- Кароліна
- Котюржинці
- Строки
- Тараканівка

У 1900-1913 роках складалася з містечка та 15 поселень, 16 сільських громад.
Станом на 1900 населення зросло до 11 670 осіб, 2039 дворових господарств, волосним старшиною був Василь Бугай.
Станом на 1913 населення зросло до 14 830 осіб, 2640 дворових господарств, волосним старшиною був П. Марцинюк.